# Ielena Deméntieva
Ielena Viatxeslàvovna Deméntieva (rus: Елена Вячеславовна Дементьева, pron.: yieliéna dimiéntiva) (Moscou, 15 d'octubre de 1981) és una ex-tennista russa. Va anunciar la seva retirada el 29 d'octubre de 2010 després de perdre en la fase prèvia del WTA Tour Championships de 2010, sent la novena classificada en el rànquing mundial.
Va guanyar un total de 16 torneigs individuals i fou finalista del Torneig de Roland Garros i de l'Open dels Estats Units l'any 2004. Arribà a la tercera posició del rànquing individual l'any 2009. En dobles aconseguí sis títols entre els quals destaca el WTA Championships amb Janette Husárová l'any 2002. També fou finalista en dues ocasions de l'Open dels Estats Units. Va formar part de l'equip rus de Copa Federació que es va imposar en la final l'any 2005. Als 18 anys, va participar en els Jocs Olímpics de 2000 realitzats a Sydney (Austràlia), on aconseguí guanyar la medalla de plata en la competició individual femenina, en perdre la final contra l'estatunidenca Venus Williams. En els Jocs Olímpics de 2004 realitzats a Atenes (Grècia) finalitzà 33a en la competició individual en perdre en primera ronda davant Alicia Molik, i 17a en la competició de dobles fent parella amb Anastassia Mískina. En els Jocs Olímpics de 2008 realitzats a Pequín (Xina) aconseguí guanyar la medalla d'or en la competició individual femenina.

## Biografia
Deméntieva va néixer a Moscou, filla de Viatxeslav i Vera. Inicialment no fou acceptada pels clubs de tennis Dynamo Sports Club i Central Red Army Tennis Club i als set anys va entrar al Spartak Tennis Club, on fou entrenada durant tres anys per Rauza Islanova, mare dels tennistes Marat Safin i Dinara Safina. Als 11 anys va canviar al Central Red Army Club sota les ordres de Sergei Pashkov, i posteriorment la seva mare i el seu germà Vsevolod van exercir d'entrenadors.
A part del tennis també li agrada el surf de neu, el beisbol, llegir i viatjar.
El 16 de juliol de 2011, ja retirada del tennis, es va casar amb el jugador d'hoquei sobre gel Maksim Afinoguénov a Moscou. Actualment té la residència oficial a Mònaco però també resideix a Moscou i Boca Raton, Florida.

## Torneigs de Grand Slam

### Individual: 2 (0−2)
| Resultat  | Núm. | Any  | Torneig       | Oponent             | Marcador |
| --------- | ---- | ---- | ------------- | ------------------- | -------- |
| Finalista | 1.   | 2004 | Roland Garros | Anastassia Mískina  | 1−6, 2−6 |
| Finalista | 2.   | 2004 | US Open       | Svetlana Kuznetsova | 3−6, 5−7 |

### Dobles femenins: 2 (0−2)
| Resultat  | Núm. | Any  | Torneig     | Parella          | Oponents                            | Marcador      |
| --------- | ---- | ---- | ----------- | ---------------- | ----------------------------------- | ------------- |
| Finalista | 1.   | 2002 | US Open     | Janette Husárová | Virginia Ruano Pascual Paola Suárez | 2−6, 1−6      |
| Finalista | 2.   | 2005 | US Open (2) | Flavia Pennetta  | Lisa Raymond Samantha Stosur        | 2−6, 7−5, 3−6 |

## Jocs Olímpics

### Individual
| Any  | Campionat                        | Oponent        | Resultat      |
| ---- | -------------------------------- | -------------- | ------------- |
| 2000 | Jocs Olímpics, Sydney, Austràlia | Venus Williams | 2−6, 4−6      |
| 2008 | Jocs Olímpics, Pequín, Xina      | Dinara Safina  | 3−6, 7−5, 6−3 |

## Palmarès

### Individual: 32 (16−16)
| Abans de 2009                | Després de 2009         |
| ---------------------------- | ----------------------- |
| Grand Slam (0−2)             |                         |
| Jocs Olímpics Or (1)         |                         |
| Jocs Olímpics Argent (1)     |                         |
| WTA Tour Championships (0−0) |                         |
| Tier I (2−6)                 | Premier Mandatory (0−0) |
| Tier II (4−1)                | Premier 5 (1−0)         |
| Tier III (4−3)               | Premier (3−2)           |
| Tier IV i V (0−0)            | International (1−1)     |

| Títols per superfície |
| --------------------- |
| Dura (12−8)           |
| Gespa (0−1)           |
| Terra batuda (2−5)    |
| Moqueta (2−2)         |

| Resultat   | Núm. | Data                   | Torneig                          | Superfície   | Oponent             | Marcador              |
| ---------- | ---- | ---------------------- | -------------------------------- | ------------ | ------------------- | --------------------- |
| Finalista  | 1.   | 18 de setembre de 2000 | Jocs Olímpics, Sydney, Austràlia | Dura         | Venus Williams      | 2−6, 4−6              |
| Finalista  | 2.   | 4 de març de 2001      | Acapulco, Mèxic                  | Terra batuda | Amanda Coetzer      | 6−2, 1−6, 2−6         |
| Finalista  | 3.   | 7 d'octubre de 2001    | Moscou, Rússia                   | Moqueta (i)  | Jelena Dokić        | 3−6, 3−6              |
| Finalista  | 4.   | 22 de juny de 2002     | 's-Hertogenbosch, Països Baixos  | Gespa        | Eleni Daniïlidu     | 6−3, 2−6, 3−6         |
| Guanyadora | 1.   | 14 d'abril de 2003     | Amelia Island, Estats Units      | Terra batuda | Lindsay Davenport   | 4−6, 7−5, 6−3         |
| Guanyadora | 2.   | 8 de setembre de 2003  | Bali, Indonèsia                  | Dura         | Chanda Rubin        | 6−2, 6−1              |
| Guanyadora | 3.   | 15 de setembre de 2003 | Xangai, Xina                     | Dura         | Chanda Rubin        | 6−3, 7−6(6)           |
| Finalista  | 5.   | 4 d'abril de 2004      | Indian Wells, Estats Units       | Dura         | Serena Williams     | 1−6, 1−6              |
| Finalista  | 6.   | 3 de juny de 2004      | Roland Garros, França            | Terra batuda | Anastassia Mískina  | 1−6, 2−6              |
| Finalista  | 7.   | 11 de setembre de 2004 | US Open, Estats Units            | Dura         | Svetlana Kuznetsova | 3−6, 5−7              |
| Guanyadora | 4.   | 27 de setembre de 2004 | Hasselt, Bèlgica                 | Dura (i)     | Elena Bovina        | 0−6, 6−0, 6−4         |
| Finalista  | 8.   | 17 d'octubre de 2004   | Moscou (2)                       | Moqueta (i)  | Anastassia Mískina  | 5−7, 0−6              |
| Finalista  | 9.   | 17 d'abril de 2005     | Charleston, Estats Units         | Terra batuda | Justine Henin       | 5−7, 4−6              |
| Finalista  | 10.  | 6 de novembre de 2005  | Filadèlfia, Estats Units         | Dura (i)     | Amélie Mauresmo     | 5−7, 6−2, 7−5         |
| Guanyadora | 5.   | 5 de febrer de 2006    | Tòquio, Japó                     | Moqueta (i)  | Martina Hingis      | 6−2, 6−0              |
| Finalista  | 11.  | 18 de març de 2006     | Indian Wells (2)                 | Dura         | Maria Xaràpova      | 1−6, 2−6              |
| Guanyadora | 6.   | 13 d'agost de 2006     | Los Angeles, Estats Units        | Dura         | Jelena Janković     | 6−3, 4−6, 6−4         |
| Guanyadora | 7.   | 26 de maig de 2007     | Istanbul, Turquia                | Terra batuda | Aravane Rezaï       | 7−6(5), 3−0, retirada |
| Guanyadora | 8.   | 14 d'octubre de 2007   | Moscou                           | Moqueta (i)  | Serena Williams     | 5−7, 6−1, 6−1         |
| Guanyadora | 9.   | 1 de març de 2008      | Dubai, Emirats Àrabs Units       | Dura         | Svetlana Kuznetsova | 4−6, 6−3, 6−2         |
| Finalista  | 12.  | 11 de maig de 2008     | Berlín, Alemanya                 | Terra batuda | Dinara Safina       | 6−3, 2−6, 2−6         |
| Finalista  | 13.  | 19 de maig de 2008     | Istanbul                         | Terra batuda | Agnieszka Radwańska | 3−6, 2−6              |
| Guanyadora | 10.  | 17 d'agost de 2008     | Jocs Olímpics, Pequín, Xina      | Dura         | Dinara Safina       | 3−6, 7−5, 6−3         |
| Guanyadora | 11.  | 26 d'octubre de 2008   | Ciutat de Luxemburg, Luxemburg   | Dura (i)     | Caroline Wozniacki  | 2−6, 6−4, 7−6(4)      |
| Guanyadora | 12.  | 10 de gener de 2009    | Auckland, Nova Zelanda           | Dura         | Ielena Vesninà      | 6−4, 6−1              |
| Guanyadora | 13.  | 16 de gener de 2009    | Sydney, Austràlia                | Dura         | Dinara Safina       | 6−3, 2−6, 6−1         |
| Finalista  | 14.  | 15 de febrer de 2009   | París, França                    | Dura (i)     | Amélie Mauresmo     | 6−7(7), 6−2, 4−6      |
| Guanyadora | 14.  | 23 d'agost de 2009     | Toronto, Canadà                  | Dura         | Maria Xaràpova      | 6−4, 6−3              |
| Guanyadora | 15.  | 15 de gener de 2010    | Sydney (2)                       | Dura         | Serena Williams     | 6−3, 6−2              |
| Guanyadora | 16.  | 14 de febrer de 2010   | París                            | Dura (i)     | Lucie Šafářová      | 6−7(5), 6−1, 6−4      |
| Finalista  | 15.  | 28 de febrer de 2010   | Kuala Lumpur, Malàisia           | Dura         | Alissa Kleibànova   | 3−6, 2−6              |
| Finalista  | 16.  | 2 d'octubre de 2010    | Tòquio                           | Dura         | Caroline Wozniacki  | 1−6, 6−2, 3−6         |

### Dobles femenins: 13 (6−7)
| Abans de 2009                | Després de 2009         |
| ---------------------------- | ----------------------- |
| Grand Slam (0−2)             |                         |
| WTA Tour Championships (1−0) |                         |
| Tier I (2−3)                 | Premier Mandatory (0−0) |
| Tier II (2−2)                | Premier 5 (0−0)         |
| Tier III (1−0)               | Premier (0−0)           |
| Tier IV i V (0−0)            | International (0−0)     |

| Títols per superfície |
| --------------------- |
| Dura (2−4)            |
| Gespa (1−0)           |
| Terra batuda (1−1)    |
| Moqueta (2−2)         |

| Resultat   | Núm. | Data                   | Torneig                         | Superfície   | Parella              | Oponents                              | Marcador         |
| ---------- | ---- | ---------------------- | ------------------------------- | ------------ | -------------------- | ------------------------------------- | ---------------- |
| Finalista  | 1.   | 7 d'octubre de 2001    | Moscou, Rússia                  | Moqueta (i)  | Lina Krasnoroutskaya | Anna Kúrnikova Martina Hingis         | 6−7(1), 3−6      |
| Finalista  | 2.   | 4 de febrer de 2002    | París, França                   | Moqueta (i)  | Janette Husárová     | Nathalie Dechy Meilen Tu              | Renúncia         |
| Finalista  | 3.   | 4 de març de 2002      | Indian Wells, Estats Units      | Dura         | Janette Husárová     | Lisa Raymond Rennae Stubbs            | 5−7, 0−6         |
| Guanyadora | 1.   | 12 de maig de 2002     | Berlín, Alemanya                | Terra batuda | Janette Husárová     | Daniela Hantuchová A. Sánchez Vicario | 0−6, 7−6(3), 6−2 |
| Guanyadora | 2.   | 12 de maig de 2002     | San Diego, Estats Units         | Dura         | Janette Husárová     | Daniela Hantuchová Ai Sugiyama        | 6−2, 6−4         |
| Finalista  | 4.   | 26 d'agost de 2002     | US Open, Estats Units           | Dura         | Janette Husárová     | Virginia Ruano Pascual Paola Suárez   | 2−6, 1−6         |
| Guanyadora | 3.   | 6 d'octubre de 2002    | Moscou                          | Moqueta (i)  | Janette Husárová     | Jelena Dokić Nàdia Petrova            | 2−6, 6−3, 7−6(7) |
| Guanyadora | 4.   | 11 de novembre de 2002 | Los Angeles, Estats Units       | Moqueta (i)  | Janette Husárová     | Cara Black Elena Likhovtseva          | 4−6, 6−4, 6−3    |
| Guanyadora | 5.   | 21 de juny de 2003     | 's-Hertogenbosch, Països Baixos | Gespa        | Lina Krasnoroutskaya | Nàdia Petrova Mary Pierce             | 2−6, 6−3, 6−4    |
| Finalista  | 5.   | 10 de gener de 2005    | Sydney, Austràlia               | Dura         | Ai Sugiyama          | Bryanne Stewart Samantha Stosur       | Renúncia         |
| Guanyadora | 6.   | 14 d'agost de 2005     | Los Angeles, Estats Units       | Dura         | Flavia Pennetta      | Bethanie Mattek Angela Haynes         | 6−2, 6−4         |
| Finalista  | 6.   | 29 d'agost de 2005     | US Open (2)                     | Dura         | Flavia Pennetta      | Lisa Raymond Samantha Stosur          | 2−6, 7−5, 3−6    |
| Finalista  | 7.   | 8 de maig de 2006      | Berlín                          | Terra batuda | Flavia Pennetta      | Yan Zi Zheng Jie                      | 2−6, 3−6         |

### Equips: 3 (1−2)
| Resultat   | Núm. | Data                      | Torneig                                | Superfície       | Equip                                           | Oponents                                                      | Marcador |
| ---------- | ---- | ------------------------- | -------------------------------------- | ---------------- | ----------------------------------------------- | ------------------------------------------------------------- | -------- |
| Finalista  | 1.   | 18−19 de setembre de 1999 | Copa Federació, Stanford, Estats Units | Dura             | Elena Likhovtseva Elena Makarova                | Lindsay Davenport Monica Seles Venus Williams Serena Williams | 1−4      |
| Finalista  | 2.   | 11 de novembre de 2001    | Copa Federació, Madrid, Espanya (2)    | Terra batuda (i) | Elena Bovina Elena Likhovtseva Nàdia Petrova    | Els Callens Kim Clijsters Laurence Courtois Justine Henin     | 1−2      |
| Guanyadora | 3.   | 17−18 de setembre de 2005 | Copa Federació, París, França          | Terra batuda     | Vera Dushevina Anastassia Mískina Dinara Safina | Nathalie Dechy Tatiana Golovin Amélie Mauresmo Mary Pierce    | 3−2      |

## Trajectòria

### Individual
| Grand Slams |       |       |       |             |             |             |       |             |             |             |       |       |       |           |           |
| Open d'Austràlia | A     | 2R    | 3R    | 3R          | 4R          | 1R          | 1R    | 4R          | 1R          | 4R          | 4R    | SF    | 2R    | 0 / 12    | 26 – 12   |
| Roland Garros | A     | 2R    | 2R    | 2R          | 4R          | 1R          | F     | 4R          | 3R          | 3R          | QF    | 3R    | SF    | 0 / 12    | 32 – 12   |
| Wimbledon | A     | 1R    | 1R    | 3R          | 4R          | 4R          | 1R    | 4R          | QF          | 3R          | SF    | SF    | A     | 0 / 11    | 29 – 11   |
| US Open | Q1    | 3R    | SF    | 4R          | 2R          | 4R          | F     | SF          | QF          | 3R          | SF    | 2R    | 4R    | 0 / 13    | 39 – 13   |
| Altres |       |       |       |             |             |             |       |             |             |             |       |       |       |           |           |
| WTA Tour Championships | A     | A     | SF    | 1R          | 1R          | RR          | RR    | RR          | RR          | A           | SF    | RR    | RR    | 0 / 10    | 7 – 20    |
| Jocs Olímpics | NC    | NC    | F     | No celebrat | No celebrat | No celebrat | 1R    | No celebrat | No celebrat | No celebrat | G     | NC    | NC    | 1 / 3     | 11 – 2    |
| Estadístiques |       |       |       |             |             |             |       |             |             |             |       |       |       |           |           |
| Torneigs jugats | 12    | 21    | 22    | 22          | 27          | 28          | 24    | 22          | 23          | 20          | 20    | 20    | 20    | 291       | 291       |
| Finals disputades | 0     | 0     | 1     | 2           | 1           | 3           | 5     | 2           | 3           | 2           | 5     | 4     | 4     | 32        | 32        |
| Títols | 0     | 0     | 0     | 0           | 0           | 3           | 1     | 0           | 2           | 2           | 3     | 3     | 2     | 16        | 16        |
| Total victòries−derrotes                                                                                                   | 27−11 | 41−21 | 40−22 | 35−22       | 37−27       | 49−25       | 39−23 | 45−22       | 47−21       | 41−18       | 56−17 | 55−18 | 41−18 | 479 − 240 | 479 − 240 |
| Rànquing a final d'any | 182   | 62    | 11    | 15          | 19          | 8           | 6     | 8           | 8           | 11          | 4     | 5     | 9     |           |           |
| Llegenda: G: Guanyadora; F: Finalista; SF: Semifinalista; QF: Quarts de final; Q: Qualificació; A: Absent; RR: Round Robin |       |       |       |             |             |             |       |             |             |             |       |       |       |           |           |

### Dobles femenins
| Open d'Austràlia | A  | A           | A           | 2R          | 2R | 3R          | 3R          | 3R          | A | 0 / 5 | 8 – 5  |
| Roland Garros | A  | A           | 2R          | 2R          | 3R | 2R          | 2R          | A           | A | 0 / 5 | 6 – 4  |
| Wimbledon | A  | A           | 1R          | SF          | A  | A           | 3R          | 2R          | A | 0 / 4 | 7 – 4  |
| US Open | A  | 2R          | F           | 3R          | SF | F           | A           | 2R          | A | 0 / 6 | 18 – 4 |
| Jocs Olímpics | A  | No celebrat | No celebrat | No celebrat | 1R | No celebrat | No celebrat | No celebrat | A | 0 / 1 | 0 – 1  |
| WTA Tour Championships | A  | A           | G           | A           | A  | A           | A           | A           | A | 1 / 1 | 3 – 0  |
| Rànquing a final d'any | 98 | 98          | 6           | 24          | 27 | 18          | 40          | 90          | – |       |        |
| Llegenda: G: Guanyadora; F: Finalista; SF: Semifinalista; QF: Quarts de final; Q: Qualificació; A: Absent; RR: Round Robin |    |             |             |             |    |             |             |             |   |       |        |